# Michael Möllenbeck
Michael Möllenbeck (12. prosince 1969, Wesel, Severní Porýní-Vestfálsko – 2. listopadu 2022) byl německý atlet, jehož specializací byl hod diskem.
Třikrát reprezentoval na letních olympijských hrách (Atlanta 1996, Sydney 2000, Athény 2004). Největšího úspěchu dosáhl na olympiádě v australském Sydney, kde ve finále obsadil výkonem 63,14 metru 10. místo. Mezi jeho největší úspěchy patří tři bronzové medaile, které postupně vybojoval na MS v atletice 2001 v Edmontonu, na ME v atletice 2002 v Mnichově a na světovém šampionátu 2005 v Helsinkách.
Na Mistrovství světa v atletice 2003 v Paříži a na Mistrovství Evropy v atletice 2006 v Göteborgu obsadil páté místo.
Jeho osobní rekord z roku 2002 má hodnotu 67,64 m.